# Ejido Texcaltitla
Ejido Texcaltitla är en ort i Mexiko.   Den ligger i kommunen Singuilucan och delstaten Hidalgo, i den sydöstra delen av landet, 90 km nordost om huvudstaden Mexico City. Ejido Texcaltitla ligger 2 764 meter över havet och antalet invånare är 123.
Terrängen runt Ejido Texcaltitla är kuperad åt sydost, men åt nordväst är den platt. Runt Ejido Texcaltitla är det ganska glesbefolkat, med 39 invånare per kvadratkilometer. Närmaste större samhälle är Tulancingo, 19,9 km nordost om Ejido Texcaltitla. Trakten runt Ejido Texcaltitla består till största delen av jordbruksmark.